# Hastings-Sud
Pour les articles homonymes, voir Hastings.
Circonscription électorale fédérale du Canada
Hastings-Sud ((en) Hastings South) est une ancienne circonscription électorale fédérale de l'Ontario, représentée de 1925 à 1968.

## Histoire
La circonscription de Hastings-Sud a été créée en 1924 avec des parties d'Hastings-Est et d'Hastings-Ouest. Abolie en 1966, elle est redistribuée entre Hastings et Prince Edward—Hastings.

## Géographie
En 1924, la circonscription d'Hastings-Sud comprenait :
- la cité de Belleville ;
- les villes de Trenton et de Deseronto ;
- les cantons d'Hungerford (en), Tyendinaga, Thurlow et Sydney.

## Députés
| Législature                                                       | Années                                                  | Député                                                  | Député                                                  | Parti                                                   |
| Wellington-Sud issue d'Hastings-Est et d'Hastings-Ouest           | Wellington-Sud issue d'Hastings-Est et d'Hastings-Ouest | Wellington-Sud issue d'Hastings-Est et d'Hastings-Ouest | Wellington-Sud issue d'Hastings-Est et d'Hastings-Ouest | Wellington-Sud issue d'Hastings-Est et d'Hastings-Ouest |
| ----------------------------------------------------------------- | ------------------------------------------------------- | ------------------------------------------------------- | ------------------------------------------------------- | ------------------------------------------------------- |
| 15e                                                               | 1925–1926                                               |                                                         | William Ernest Tummon                                   | Conservateur                                            |
| 16e                                                               | 1926–1930                                               |                                                         | William Ernest Tummon                                   | Conservateur                                            |
| 17e                                                               | 1930–1935                                               |                                                         | William Ernest Tummon                                   | Conservateur                                            |
| 18e                                                               | 1935–1940                                               |                                                         | John Charles Alexander Cameron                          | Libéral                                                 |
| 19e                                                               | 1940–1945                                               |                                                         | George Henry Stokes                                     | Gouvernement national                                   |
| 20e                                                               | 1945–1949                                               | Progressiste-conservateur                               | George Henry Stokes                                     |                                                         |
| 21e                                                               | 1949–1953                                               |                                                         | Frank Follwell                                          | Libéral                                                 |
| 22e                                                               | 1953–1957                                               |                                                         | Frank Follwell                                          | Libéral                                                 |
| 23e                                                               | 1957–1958                                               |                                                         | Lee Grills                                              | Progressiste-conservateur                               |
| 24e                                                               | 1958–1962                                               |                                                         | Lee Grills                                              | Progressiste-conservateur                               |
| 25e                                                               | 1962–1963                                               |                                                         | Lee Grills                                              | Progressiste-conservateur                               |
| 26e                                                               | 1963–1965                                               |                                                         | Anthony Robert Temple                                   | Libéral                                                 |
| 27e                                                               | 1965–1968                                               |                                                         | Lee Grills (2)                                          | Progressiste-conservateur                               |
| Circonscription dissoute parmi Hastings et Prince Edward—Hastings |                                                         |                                                         |                                                         |                                                         |